# Plectromerus giesberti
Plectromerus giesberti là một loài bọ cánh cứng trong họ Cerambycidae.